# 那岭乡
那岭乡，是中华人民共和国广西壮族自治区崇左市大新县下辖的一个镇。

## 行政区划
那岭乡下辖以下地区：
那岭社区、好胜村、那信村、巴伏村、那廉村、那义村、五一村、巴兰村、陇玉村和龙贺村。